# Société Jean-Marie-Vianney
La Société Jean-Marie Vianney (SJMV) est une des « communautés nouvelles » créées dans l'Église catholique à la fin du XXe siècle. 
Fondée en 1990 par Guy Bagnard, évêque de Belley-Ars, c'est une association internationale de prêtres diocésains destinée à favoriser les vocations, à renforcer la spiritualité sacerdotale et à rompre la solitude des prêtres.

## Historique

### La fondation
Selon Olivier Landron, c'est un discours du pape Jean-Paul II le 6 octobre 1986 à Ars qui est indirectement à l'origine de cette communauté. Rappelant et actualisant les propos de Jésus sur la moisson, Jean-Paul II déclare : « Et de ce lieu [Ars], le Christ a dit à ses disciples, comme autrefois en Palestine, il a dit à toute l'Église qui est en France, à l'Église répandue sur la terre : “La moisson est abondante et les ouvriers sont peu nombreux. Priez donc le Maître de la moisson d'envoyer des ouvriers pour sa moisson”. Aujourd'hui il le dit pareillement, car les besoins sont immenses, pressants ».
Guy Bagnard, nommé peu après évêque de Belley-Ars, est sensibilisé par ce discours. Il crée d'abord en 1988 à Ars un séminaire international. Il fonde ensuite la « Société Jean-Marie-Vianney » en 1990, à la fois pour encadrer les séminaristes, et pour rassembler les prêtres diocésains par une spiritualité spécifique, sacerdotale s'appuyant sur la figure du Curé d'Ars.
Pour la fondation de cette « Société Jean-Marie-Vianney », Guy-Marie Bagnard s'appuie aussi sur « Presbyterorum Ordinis », texte du concile Vatican II sur le ministère et la vie des prêtres. Il tient également un large compte de son expérience pastorale, ayant été confronté, comme directeur de séminaire, à l'isolement des prêtres se retrouvant seuls à l'issue de leurs études communautaires.
La société est érigée canoniquement par décret du 18 avril 1990. C'est une « association publique sacerdotale de droit diocésain ». La plupart des membres de l'association sont des prêtres qui restent incardinés dans leur diocèse, sauf certains membres qui sont incardinés dans l'association elle-même, pour les besoins de la mission. Chaque membre doit remplir ses obligations de prêtre, et doit participer à la vie courante d'une fraternité locale.
Depuis 1990, cette société dirige le nouveau séminaire international, qui rassemble des séminaristes de divers pays, recherchant une formation sacerdotale « à l'école du saint curé »,. Le nombre de séminaristes s'accroit, passant de six la première année à cent vingt en 1998.

### AuXXIesiècle
Vingt-cinq ans après la fondation, en janvier 2016, 83 prêtres appartiennent à cette congrégation. Ces prêtres sont répartis dans trente-deux diocèses différents, surtout en France et en Allemagne.
Le P. Philippe Caratgé est modérateur général de cette communauté jusqu'en 2016. Le P. Sylvain Bataille, vicaire général du diocèse de Beauvais, est élu le 27 janvier 2016 pour lui succéder à partir d'août suivant. Jacques Benoit-Gonnin, comme évêque de Beauvais, donne son accord, ainsi que la Congrégation pour le clergé. Mais le P. Bataille est nommé évêque de Saint-Étienne le 18 mai 2016 par le pape. Il y a donc eu de nouvelles élections pour choisir le modérateur général de la Société Jean-Marie Vianney.
Au cours d'une Assemblée générale à Lisieux, le 9 août 2016, les prêtres de la Société Jean-Marie Vianney élisent le père Émeric Colas des Francs, curé de la cathédrale de Lisieux, comme nouveau modérateur général pour un mandat de 6 ans. 

## Évêques issus de la communauté
Deux évêques ont été prêtres de la Société Jean-Marie Vianney :
- Sylvain Bataille, évêque de Saint-Étienne ;
- Jean-Philippe Nault, évêque de Digne, Riez et Sisteron, puis en 2022 évêque de Nice.